# Barrage de Liujiaxia
Le barrage de Liujiaxia est un barrage dans le Gansu en Chine sur le fleuve Jaune. Il est associé à une centrale hydroélectrique de 1 225 MW. Sa construction a débuté en 1958 et s'est terminé en 1969.